# Lario (département)
Pour les articles homonymes, voir Lario.
Le Lario était un ancien département de la république cisalpine, de la république italienne, puis du royaume d'Italie de 1797 à 1814. Il a été nommé d'après le lac de Côme (également appelé Lario, par référence au Larius lacus des Romains), et avait pour chef-lieu Côme.

## Histoire
Le département fut créé le 9 juillet 1797 mais disparut lors de la réorganisation départementale du 1er septembre 1798. 
Il fut reconstitué en 1800 lors de la seconde création de la république cisalpine, à partir de territoires ayant appartenu aux anciens départements du Lario et du Verbano, fusionnés avec l'Adda-et-Oglio.